# Okręg Wissembourg
Okręg Wissembourg (fr. Arrondissement de Wissembourg) – okręg we wschodniej Francji istniejący w latach 1918–2014. Populacja wynosiła 64 tysiące. 1 stycznia 2015 roku okręg Wissembourg został zlikwidowany i włączony do nowego, większego okręgu okręgu Haguenau-Wissembourg.

## Podział administracyjny
W skład okręgu wchodziły następujące kantony:
- Lauterbourg,
- Seltz,
- Soultz-sous-Forêts,
- Wissembourg,
- Wœrth.